# Cryptoplax dawydoffi
Cryptoplax dawydoffi is een keverslakkensoort uit de familie van de Cryptoplacidae. De wetenschappelijke naam van de soort is voor het eerst geldig gepubliceerd in 1937 door Leloup.